# Osvaldo Pedro Pugliese
Osvaldo Pedro Pugliese (ur. 2 grudnia 1905 w Villa Crespo, Argentyna, zm. 25 lipca 1995 w Buenos Aires) – argentyński muzyk tanga argentyńskiego.
Urodził się na Calle Canning, obecnie Scalabrini Ortiz. Jego ojcem był Adolfo, który grał amatorsko na skrzypcach. Ojciec był też pierwszym nauczycielem muzyki. Następnie studiował w Odeón Conservatory w Villa Crespo. 
Stworzył dramatyczne aranżacje tanga, obecnie często wykonywane w czasie prezentacji scenicznych. Pugliese jest też tańczony na milongach chociaż jego muzyka jest trudniejsza do interpretacji ze względu na zmiany rytmu.
Grał w kwartecie Enrique Pollet, w orkiestrze Roberto Firpo, a w 1927 był pianistą w orkiestrze Pedro Maffia. Razem ze skrzypkiem Elvino Vardaro opuścili orkiestrę Maffia i założyli własny awangardowy zespół. Grupa Vardaro-Pugliese debiutowała w café Nacional, a potem wraz z poetą Eduardo Moreno i Maleną de Toledo, piosenkarką, jeździła po Argentynie.
Napisał pierwsze nowoczesne tango Recuredo w 1924 roku, nagrane pierwszy raz 9 lipca 1926 roku przez de Caro. Eduardo Moreno napisał słowa do Recuredo. Później stworzył m.in. La yumba, Negracha, Malandraca. Malandraca jest przyrównywana do muzycznego kubizmu, abstrakcyjnego tanga. Swoją pierwszą orkiestrę stworzył w 1936 a debiut odbył się w La Nacional on Corrientes. Następna orkiestra powstała w 1939 roku a pierwsze nagrania w 1943 roku.
W 1936 wstąpił do argentyńskiej partii komunistycznej. Był w więzieniu kilka razy, m.in. przez 6 miesięcy w 1955 roku. Za każdym razem wielbiciele kładli wtedy czerwony goździk lub różę na jego fortepianie jako symbol nieobecności. W 1985 Pugliese wystąpił w Teatro Colón z koncertem. Pochowany jest na cmentarzu Chacarita. Do tej pory (2005) muzycy wymawiają jego nazwisko przed koncertem, żeby przezwyciężyć złe moce. Mieszkał w Villa Crespo, koło Barrio Norte. W Villa Crespo odbywa się milonga Fulgor de Villa Crespo gdzie jest miejsce poświęcone Pugliese.